# آرال، سین‌کیانگ
آرال (به اویغوری: ئارال شەھىرى) و یا آلار (به چینی: 阿拉尔市، به پین‌یین: Ālā'ěr Shì) شهری در جمهوری خلق چین است، که در منطقه سین‌کیانگ واقع شده‌است.
از لحاظ اداری، این شهر، شهر در سطح شهرستان است، که تابع مستقیم منطقه خودمختار (به جای تابع ولایت بودن) می باشد. این شهر، یکی از شهرهای تحت کنترل ارگان بینگتوان می باشد. 
نام «آرال» از زبان اویغور و به معنی «جزیره» می باشد.

## خصوصیات
آرال ۵٬۲۶۶ کیلومترمربع مساحت و ۱۹۰٬۶۱۳ نفر جمعیت دارد.

## تاریخچه
در ژانویه سال ۲۰۰۴، با جدایی از اراضی تحت مدیریت شهر آق‌سو، شهر آرال به عنوان شهر وابسته به بینگتوان و «شهر تابع مستقیم منطقه خودمختار» تاسیس شده، از تابعیت ولایت آق‌سو در آمده، و مستقیما در تابعیت اداری منطقه خودمختار سین‌کیانگ قرار گرفت. 
در اکتبر سال ۲۰۰۵، قصبه توقای از شهر آق‌سو جدا شده و به شهر آرال پیوست.
در ژانویه سال ۲۰۱۳، اراضی از شهر آق‌سو به مساحت ۸۰۲ کیلومتر مربع، اراضی از شهرستان آوات به مساحت ۴۷۴ کیلومتر مربع، و اراضی از شهرستان کلپین به مساحت ۶۲ کیلومتر مربع، از تابعیت ولایت آق‌سو در آمده و ضمیمهٔ شهر آرال شدند.

## جمعیت
| ترکیب قومیتی شهر آرال | ترکیب قومیتی شهر آرال | ترکیب قومیتی شهر آرال | ترکیب قومیتی شهر آرال | ترکیب قومیتی شهر آرال |
| --------------------- | --------------------- | --------------------- | --------------------- | --------------------- |
| قومیت                 | قومیت                 |                       | درصد                  | درصد                  |
| هان                   | هان                   |                       | ۹۲٫۰٪                 | ۹۲٫۰٪                 |
| اویغور                | اویغور                |                       | ۳٫۷٪                  | ۳٫۷٪                  |
| هوئی                  | هوئی                  |                       | ۰٫۶٪                  | ۰٫۶٪                  |
| مغول                  | مغول                  |                       | ۰٫۲٪                  | ۰٫۲٪                  |
| منجو                  | منجو                  |                       | ۰٫۱٪                  | ۰٫۱٪                  |
| سایر                  | سایر                  |                       | ۳٫۶٪                  | ۳٫۶٪                  |
| منبع سرشماری جمعیت :  |                       |                       |                       |                       |